# Список правителей Ольденбурга
В данной статье перечислены правители графства (позднее — герцогства) Ольденбург, а также некоторых сопредельных территорий, находившихся под властью старших ветвей Ольденбургского дома.

## Графы Ольденбурга
Первым исторически достоверным представителем рода является граф Эгильмар I, который упомянут в документе 1108 года как правитель земель между Саксонией и Фризией. Его преемники были вассалами саксонских герцогов вплоть до падения Генриха Льва в 1180 году и последующего раздела Саксонии.
- 1088—1108: Эгильмар I, граф Леригау
- упом. в 1108: Христиан, граф Леригау
- 1108—1143: Эгильмар II, граф Леригау
- 1143—1167: Христиан I
- 1167—1209: Мориц I, совместно с
- 1186—1192: Христиан
- 1209—1251: Христиан II, совместно с
- 1209—1256: Оттон I
- 1256—1270: Иоганн I
- 1270—1285: Христиан III, совместно с
- 1272—1316: Иоганн II
- 1316—1334: Христиан IV, совместно с
- 1316—1344: Иоганн III, совместно с
- 1316—1347: Конрад I, совместно с
- 1344—1356: Иоганн IV, совместно с
- 1347—1401: Конрад II, совместно с
- 1347—1399: Христиан V
- 1401—1420: Мориц IV, совместно с
- 1399—1440: Дитрих Счастливый
- 1440—1454: Христиан VII
- 1454—1483: Герхард VI Сварливый
- 1483—1500: Адольф, совместно с
- 1483—1526: Иоганн XIV
- 1526—1529: Иоганн XV, совместно с
- 1526—1529: Георг, совместно с
- 1526—1566: Христоф, совместно с
- 1529—1573: Антон I
- 1573—1603: Иоганн XVI
- 1603—1667: Антон Гюнтер

После смерти Антона Гюнтера, не оставившего законных наследников, территория графства перешла под управление Дании на правах личной унии.
- 1667—1670: Фридрих III
- 1670—1699: Христиан V
- 1699—1730: Фридрих IV
- 1730—1746: Христиан VI
- 1746—1766: Фридрих V
- 1766—1773: Христиан VII

В 1773 году король Кристиан VII передал графский титул в обмен на герцогство Шлезвиг-Гольштейн-Готторп представителю одной из младших ветвей Ольденбургского дома Павлу Петровичу (будущему императору России Павлу I), который в том же году подарил его своему кузену.
- 1773: Павел Петрович
- 1773—1777: Фридрих Август I

В 1777 году граф Фридрих Август I был возведён в герцогское достоинство.

## Герцоги Ольденбурга
- 1777—1785: Фридрих Август I
- 1785—1823: Вильгельм
- 1823—1829: Петер I (в 1785—1823 регент)

В период с 1810 по 1813 годы Ольденбург находился под французской оккупацией. Герцог Вильгельм провёл это время в изгнании и был восстановлен в правах после окончания Наполеоновских войн. В 1815 году Ольденбург получил статус великого герцогства, однако Вильгельм и Петер I продолжили носить титул герцога.

## Великие герцоги Ольденбурга
- 1829—1853: Август I
- 1853—1900: Петер II
- 1900—1918: Фридрих Август II

Фридрих Август II утратил престол в результате Ноябрьской революции, хотя и продолжал считаться главой династии. Его потомки сохранили за собой титул герцогов Ольденбургских.

#### Титулярные герцоги Ольденбургские
- 1918—1931: Фридрих Август II
- 1931—1970: Николаус
- 1970—2014: Антон Гюнтер
- с 2014: Кристиан

## Графы фон Вильдесгаузен
В 1150 году средний сын графа Эгильмара II получил в управление графство Вильдесгаузен, находившееся в вассальной зависимости от архиепископства Бремен.
- 1150—1167: Генрих I
- 1167—1198: Генрих II
- 1198—1233: Бурхард
- 1233—1270: Генрих IV Лучник

В 1270 году территория графства была присоединена к Бремену.

### Графы фон Брухгаузен
Графство Брухгаузен было выделено в 1227 году из архиепископства Бремен старшему сыну Генриха II Генриху III. В дальнейшем оно было разделено между его сыновьями.
- 1227—1228: Генрих III

### Графы фон Ольденбург-Нейбрухгаузен
Потомки старшего сына Генриха III.
- 1255—1278: Генрих V
- 1278—1310: Герхард I
- 1310—1359: Генрих VI
- 1359—1388: Герхард II

### Графы фон Ольденбург-Альтбрухгаузен
Потомки младшего сына Генриха III.
- 1255—1278: Лудольф
- 1278—1310: Гильдебольд I
- 1310—1360: Оттон

Графы Оттон и Герхард II не оставили наследников, поэтому Брухгаузен был выкуплен графами Гойа.

## Графы фон Дельменхорст
Графство было выделено в 1243 году старшему сыну Христиана III Иоганну I. Его младший сын Оттон II основал ветвь графов фон Дельменхорст, последний представитель которой, граф Николаус, продал в 1436 году титул и земли своему родственнику, ольденбургскому графу Дитриху Счастливому. В период с 1482 по 1547 годы Дельменхорст находился под оккупацией епископства Мюнстер.
- 1243—1270: Иоганн I
- 1270—1304: Оттон II, совместно с
- 1294—1347: Иоганн, совместно с
- 1294—1355: Христиан I
- 1355—1367: Христиан II
- 1367—1374: Оттон III
- 1374—1418: Оттон IV
- 1418—1436: Николаус
- 1436—1440: Дитрих Счастливый
- 1440—1482: Герхард VI Сварливый, совместно с
- 1463—1464: Мориц V
- 1464—1482: Якоб
- 1547—1573: Антон I
- 1573—1577: Иоганн XVI
- 1577—1619: Антон II
- 1619—1622: Антон Генрих, совместно с
- 1619—1647: Христиан IX
- 1647—1667: Антон Гюнтер

В 1667 году графство перешло под управление датской короны на правах личной унии и в дальнейшем было обменено (вместе с графством Ольденбург) на герцогство Шлезвиг-Гольштейн-Готторп.